# Кушбеги Бухары
Кушбе́ги Бухары́  (Буха́рский кушбе́ги) (узб. Buxoro qo‘shbegisi, Qo‘shbegi) — титул, соответствующий титулу визиря и высшего сановника, управлявшего государственными делами в период правления узбекской династии Мангытов в Бухарском эмирате в 1756—1920 годах.
Слово «кушбеги» дословно переводится с тюркского языка как начальник ставки, становища.

## Титул в Бухарском эмирате
В Бухарском эмирате работали два кушбеги, Кушбегийи боло (Верховный Кушбеги) и Кушбегийи пойон (Нижний Кушбеги) и им принадлежала исполнительная власть государства. Эти две должности объединялись в чрезвычайных условиях или при войнах в стране и учреждалась должность Кулли Кушбеги (Кушбеги всего).
Некоторые историки ошибочно отождествляли должности Кулли Кушбеги и Верховного Кушбеги, не видя между ними различий.

### Кушбегийи боло — Верховный Кушбеги
Высшая административная власть в столице эмирата — принадлежала кушбеги, первому сановнику страны и заместителю эмира при его отлучках из города Бухары. Фактически кушбеги был не только начальником столицы, но и своего рода премьер-министром или по восточному выражению  главным визирем. Он ведал всеми административными и хозяйственными делами эмирата. Также кушбеги управлял Бухарским вилайетом, т. е. областью, прилегающей к столице эмирата. Вместе с тем ему подчинялись также беки всех бекств — областей эмирата. Все чиновники назначались им, лишь высшее чиновничество назначалось самим эмиром.
В канцелярию кушбеги передавались все поступавшие на имя эмира известия, донесения и просьбы. Из канцелярии исходили распоряжения и указания центрального правительства. Ни одно дело без кушбеги не доводилось до эмира. Кушбеги лично докладывал эмиру о состоянии дел в эмирате.
В обиходе он назывался Кушбегийи боло (Верховный Кушбеги), так как он проживал и работал в цитадели Бухары — Арке, расположившем на высоком холме, в отличие от Кушбегийи поён (Нижнего Кушбеги), который жил во дворе у подножья Арка. При отъезде эмира из столицы, кушбеги, в качестве заместителя эмира, не имел права выезжать из Арка ни при каких обстоятельствах.

### Кушбегийи поён — Нижний Кушбеги
В эмирате вторым по значению лицом после кушбеги был так называемый в обиходе Кушбегии поён (Нижний Кушбеги), также его называли Закятчи калян — Верховным сборщиком закята или Главный закятчи. Ему присваивался чин Диванбеги. Кушбегийи поён ведал центральной финансовой частью эмирата, главным образом, преимущественно налогом — закятом и монетным двором. Ему подчинялись все провинциальные закятчи.
Кушбегийи поён со своей канцелярией располагался во дворе, находившегося у подножья Арка, из за чего его и называли нижним кушбеги. На случай отсутствия верховного кушбеги, этот сановник замещал его в должности, а при отъезде из страны или во время тяжёлой болезни эмира, в управление государством вступали оба кушбеги.

### Кулли Кушбеги — Кушбеги всего
При войнах и в чрезвычайных условиях в эмирате учреждалась должность Кулли Кушбеги (Кушбеги всего). Возложенные обязанности Кулли Кушбеги отличались от обязанностей Верховного Кушбеги, так как он исполняя функции и Нижнего Кушбеги. Например, времена таких Кулли Кушбеги, как Мухаммад-бия (1870-1889), Астанакул-бия (1889-1910) и Насрулла-бия (1910-1917) характеризовались напряженностью в эмирате в связи с внешней опасностью и народными волнениями, когда требовалось единоначалие и оперативность в политике.

## Исторический фонд архива «Канцелярии кушбеги эмира Бухарского»
Кушбеги владел канцелярией эмирата. Все дела эмирата фиксировались в канцелярии и постоянно докладывались эмиру.
Исторический фонд архива «Канцелярии кушбеги эмира Бухарского» содержится в Центральном государственном архиве Узбекистана под № И-126, который включает в себя два реестра и в которых находится 10 673 дел.
В первом реестре включены отложившиеся документы в процессе работы самой канцелярии кушбеги, а также входящая корреспонденция — донесения с мест центральной власти. Документы первой описи написаны арабской письменностью на персидском языке.
Второй реестр включает в себя письма бухарского кушбеги с политическим агентом Российской империи в Бухаре, в основном по вопросам взимания долгов и штрафов с граждан эмирата в пользу граждан Российской империи. В этих делах листы разделены на две части по вертикали: на одном текст написан на местном языке, на втором дан перевод на русский язык.

## Титул в Бухарском ханстве
В произведениях «Тарих-и Муким-хани» Мухаммеда Юсуфа Мунши и «Убайдулла-наме» Мир Мухаммеда Амин-и Бухари, можно увидеть, что во время проживания историков, верховный кушбеги не являлся еще первым министром государства, каким он стал при правление государством Мангытской династии.
Должность стали называть как Кулл-и Кушбеги в XVIII веке. Во время правления Убайдулла-хана II должность кушбеги была предоставлена великому инаку, в результате две должности были объединены в одном лице визиря Туракул-бия. Примерно тогда впервые было добавлено к титулу и званию кушбеги арабское слово «кулл» — «весь» (кушбегийи кулл — кушбеги всего или куш-беги с подчинением ему всего) и затем, чтобы придать большее выразительности названному выше лицу, по желанию хана, слово «кулл» прибавили в начале должности, каковая титулатура сохранилось в Бухарском эмирате. Значение кушбеги возросло до уровня премьер-министра при Мангытской династии.

## Бухарские кушбеги
| № | Кушбеги             | Годы жизни | Годы в должности | Примечание                           |
| - | ------------------- | ---------- | ---------------- | ------------------------------------ |
|   | Абдулла-бий хаджи   | ????—1723  | 1702—1710/1711   |                                      |
|   | Туракули-бий        | 1670—1711  | 1710/1711—1711   |                                      |
|   | Джавшан             | 1680—1711  | 1711—1711        |                                      |
|   | Абдулла-бий хаджи   | ????—1723  | 1711—1716        | Назначен в должность вторично        |
|   | Султан-бий          | ????—1723  | 1716—1723        |                                      |
|   | Мухаммед Давлат     | 1712—1785  | 1756—1785        | Первый кушбеги Бухарского эмирата    |
|   | Уткур-бий           | 1743—1812  | 1790—1812        |                                      |
|   | Мухаммад Хаким-бий  | 1769—1840  | 1812—1837        |                                      |
|   | Рахмонберди туркмен | ????—????  | 1837—????        |                                      |
|   | Азиз-бий            | ????—1860  | ????—1860        |                                      |
|   | Мухаммад Якуб-бий   | ????—????  | 1860—1870        |                                      |
|   | Мухаммад-бий        | 1808—1889  | 1870—1889        |                                      |
|   | Астанкул-бий        | 1860—1923  | 1889—1910        |                                      |
|   | Насрулла-бий        | 1860—1918  | 1910—1917        |                                      |
|   | Низамаддин Урганджи | 1871—1921  | 1917—1920        | Последний кушбеги Бухарского эмирата |